# 山陰本線
山陰本線（日语：／ San'in honsen */?）是一條連結京都府京都市下京區的京都站，途經中國地方的日本海沿岸（山陰地方）至山口縣下關市的幡生站，屬於西日本旅客鐵道（JR西日本）的鐵路線（幹線）。另外，長門市站－仙崎站的支線又稱為仙崎支線或仙崎線。

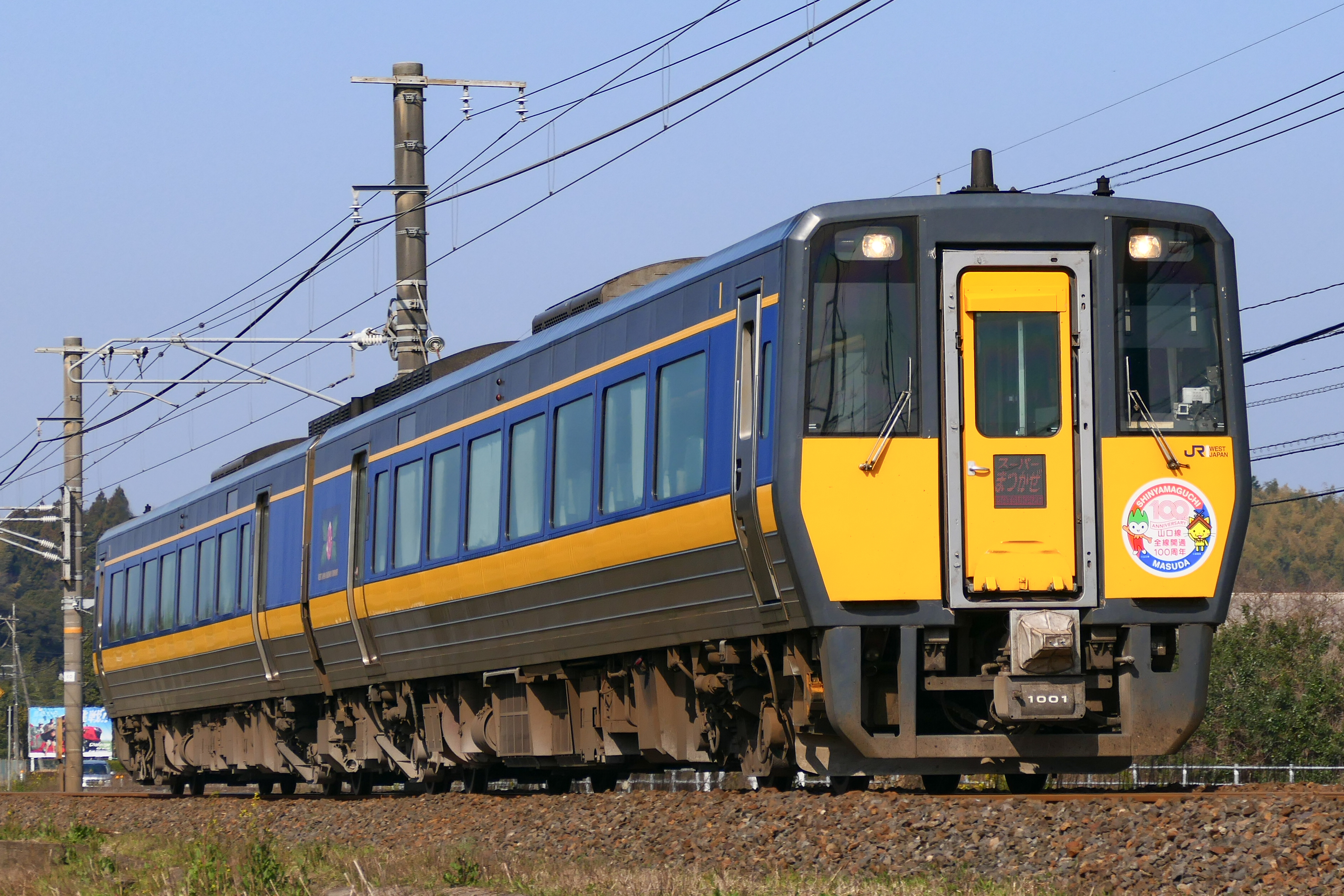
揖屋站至荒島站間的KiHa 187型柴聯車 (2024年3月)

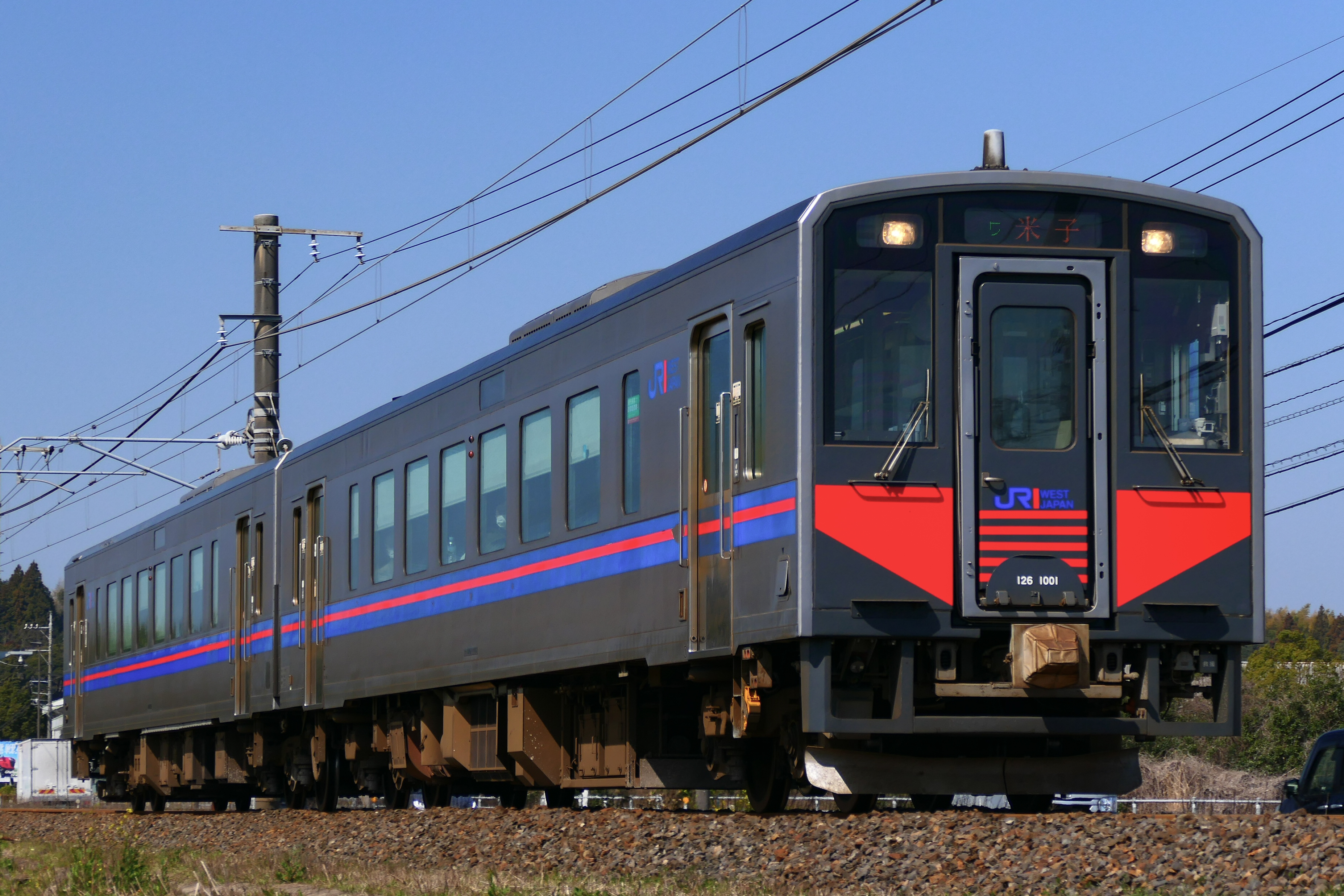
揖屋站至荒島站間的KiHa 126型柴聯車 (2024年3月)

京都站－園部站間參見「嵯峨野線」。

## 概要
除了「山陰本線」這正式稱呼外，京都 - 園部間的山陰本線尚有嵯峨野線的別稱，或也有把兩者合併而稱作嵯峨野山陰線的狀況。
在2002年之前，日本國內最長的鐵路路線是JR東日本的東北本線，有739.2公里。但隨著盛岡至新青森間的東北新幹線開業，同區間的東北本線路段轉型為第三部門鐵路公司經營的型態，分別成為岩手縣的IGR岩手銀河鐵道（82公里）及青森縣的青森鐵道（121.9公里）。東北本線的縮短，使原本排名第二的山陰本線在營業距離的排行上躍升為日本最長的一條鐵路線，主線長676公里。但如果連支線部分的里程都計入的話，東海道本線依然是日本全國最長的路線，總計里程為713.6公里。
京都站－園部站間根據旅客營業規則當中大都市近郊區間的大阪近郊區間，此路段有䁥稱嵯峨野線。京都站－園部站間位於可使用IC乘車卡「ICOCA」的範圍的近畿圈地域，伯耆大山站－出雲市站間位於岡山、廣島地域的松江、米子、伯備地區。

## 路線資料
※詳細路線圖請參考：山陰本線RDT
- 管轄、路線距離（營業距離）：全長676.0公里（包括支線）
  - 西日本旅客鐵道（第一種鐵道事業者）：
    - 京都站－幡生站間 673.8公里
    - 長門市站－仙崎站間 2.2公里

  - 嵯峨野觀光鐵道（第二種鐵道事業者）：
    - 小火車嵯峨站－小火車龜岡站間（7.3公里）
- 軌距：1067毫米
- 站數：160個（包括起終點站。嵯峨野觀光鐵道車站除外）
  - 若只限屬於山陰本線的車站，排除屬於東海道本線的京都站與屬於山陽本線的幡生站[3]則為158個。
- 複線路段：
  - 京都站－園部站間（當中嵯峨嵐山站－馬堀站間包括舊線的一部分路段達到三線，舊線由嵯峨野觀光鐵道作為第二種鐵道事業者運行小火車）
  - 綾部站－福知山站間
  - 伯耆大山站－安來站間
  - 東松江站－松江站間
  - 玉造溫泉站－來待站間
- 電氣化路段：
  - 京都站－城崎溫泉站間，伯耆大山站－西出雲站間（直流1500V）
- 閉塞方式：
  - 京都站－西出雲站間：自動閉塞式
  - 西出雲站－幡生站間，仙崎支線：自動閉塞式（特殊）
- 最高速度：
  - 嵯峨嵐山站－馬堀站間，綾部站－福知山站間：130公里/小時
  - 京都站－嵯峨嵐山站間，馬堀站－綾部站間，鳥取站－出雲市站間：120公里/小時
  - 鳥取站－出雲市站間：120公里/小時（Kiha 187系及HOT7000系等的擺式機能搭載列車），100公里/小時（其他列車）
  - 出雲市站－益田站間：110公里/小時（Kiha 187系運用列車），90公里/小時（其他列車）
  - 福知山站－鳥取站間，益田站－幡生站間：95公里/小時
  - 長門市站－仙崎站間：85公里/小時
- 車務控制中心：
  - 京都站－園部站間：大阪綜合指令所（日语：大阪総合指令所）
  - 園部站－居組站間：福知山運輸指令室
  - 居組站－長門市站間：米子運輸指令室
  - 長門市站－幡生站間：廣島綜合指令所

## 沿線風景
山陰本線雖是營業距離日本最長的路線，但並沒有任何列車會完成全線路程，或許這可被視為舊日本國有鐵道（國鐵）與JR西日本較重視山陰本線沿線都市與山陽新幹線直接聯絡路線的運輸改良而產生的結果。在連接山陰與瀨戶內海區域的路線（俗稱「陰陽聯絡線」）之中，雖有像是福知山線、伯備線等已電氣化的路線以及智頭急行線這樣的高速化新線，然而針對山陰地區本身所屬各城市間交通聯絡的強化方案，迄今為止幾乎從未被考慮過。
從下關站發車的山陰本線車輛，多半終點站都只到小串站，極少數會開到益田或及長門市，導致長門市-益田這段班次非常少。
有別於鐵路線原本應以交通運輸為主的功能考量，山陰本線最大的魅力反而是其觀光方面的價值，尤其是沿線豐富的溫泉資源。由山陰本線東端開始，沿線依序經過城崎、湯村、三朝、東鄉、皆生、玉造、溫泉津、川棚等知名溫泉。

## 運行型態

### 優等列車
- 京都 - 綾部間
  - 特急「舞鶴（まいづる）」（京都 - 東舞鶴）
  - 特急「丹後發現號（タンゴディスカバリー）」，（京都～東舞鶴、久美濱、城崎溫泉）（經京都丹後鐵道宮津線）
- 京都 - 福知山間
  - 特急「橋立（はしだて）」（京都 - 天橋立）
- 京都 - 城崎溫泉間
  - 特急「城崎（きのさき）」（京都 - 城崎溫泉）
- 福知山 - 城崎溫泉間
  - 特急「東方白鸛（こうのとり）」（新大阪 - 福知山、豐岡、城崎溫泉）
- 和田山 - 鳥取間
  - 特急「濱風（はまかぜ）」（大阪 - 香住、濱坂、鳥取）

鳥取以西，連結鳥取、米子、益田等都市間的特急如下：
- 鳥取 - 益田間
  - 特急「超級松風（スーパーまつかぜ）」（鳥取 - 米子、益田）
  - 特急「超級隐岐（スーパーおき）」（鳥取、米子 - 新山口）

作為陰陽連絡特急，連接京都車站、新大阪車站的東海道新幹線，姬路車站、岡山車站的山陽新幹線的特急如下：
- 鳥取 - 倉吉間
  - 特急「超級白兔（スーパーはくと）」（京都 - 鳥取、倉吉）（經智頭急行線、因美線）
- 伯耆大山 - 米子 - 出雲市間
  - 特急「八雲（やくも）」（岡山 - 出雲市）（經伯備線）

夜行列車如下：
- 伯耆大山 - 米子 - 出雲市間
  - 寢台特急「Sunrise出雲」（東京 - 出雲市）（經伯備線）

## 使用車輛

### 特急列車
- 287系（2013年3月16日之前使用183系）
  - 京都 - 城崎溫泉間（舞鶴、橋立、城崎、東方白鸛）
- 289系
  - 福知山 - 城崎溫泉間（東方白鸛）
- 285系
  - 伯耆大山 - 出雲市間（Sunrise出雲）
- 273系
  - 伯耆大山 - 出雲市間（八雲）
- Kiha187系
  - 鳥取 - 益田間（超級松風、超級隐岐）
- Kiha189系
  - 和田山 - 鳥取間（濱風）
- HOT7000系
  - 鳥取 - 倉吉間（超級白兔）
- KTR8000型柴油車
  - 京都 - 綾部、福知山間（丹後發現號列車（タンゴディスカバリー），實際運作者是第三部門鐵道公司——北近畿丹後鐵道）

### 普通列車、快速列車
- 113系
  - 京都 - 城崎溫泉間
- 115系
  - 伯耆大山 - 西出雲間
- 117系
  - 京都 - 園部間
- 125系
  - 綾部 - 福知山間
- 221系
  - 京都 - 園部間
- 381系
  - 西出雲 - 米子間（通勤快車）
- Kiha 40系柴油車
  - 豐岡 - 幡生間
- Kiha 120型柴油車
  - 松江 - 宍道間、出雲市 - 長門市間、長門市 - 仙崎間
- Kiha 121、126系柴油車
  - 濱坂 - 益田間
- KTR8000型柴油車
  - 豐岡 - 城崎溫泉間

## 歷史

### 概略
京都 - 園部間的京都鐵道於1899年開通。福知山 - 綾部間的阪鶴鐵道路線於1904年開業。
京都鐵道・阪鶴鐵道國有化，京都 - 綾部間的京都線於1910年開通。
福知山 - 和田山 - 香住間稱為山陰東線，山陽鐵道開通。
濱坂 - 出雲今市（現在的出雲市）間稱為山陰西線。
香住 - 濱坂間開業，京都 - 出雲今市間為山陰本線。出雲今市向西延伸的濱田線，於濱田站開業之際被編入山陰本線。其後，山陰本線於1928年延伸至須佐車站。
宇田鄉 - 正明市（現在的長門市） - 長門古市間和正明市 - 仙崎的美禰線延伸於1929年開業。小串 - 幡生間的長州鐵道路線於1925年國有化，稱為小串線。1930年延伸至長門古市車站，仙崎 - 幡生間編入小串線。
1933年須佐 - 宇田鄉間開業，美禰線的宇田鄉 - 正明市間編入小串線，京都 - 幡生間的山陰本線全通。

### 年表

#### 京都鐵道→京都線、阪鶴線綾部 - 福知山間
- 1897年
  - 2月15日 京都鐵道 二条 - 嵯峨（現為嵯峨嵐山）間開業。
  - 4月27日 京都鐵道 大宮（以後廢止） - 二条間開業。
  - 11月16日 京都鐵道 京都 - 大宮間開業。
- 1898年1月1日 京都鐵道 花園車站開業。
- 1899年8月15日 京都鐵道 嵯峨 - 園部間開業。
- 1904年11月3日 福知山 - 綾部 - 新舞鶴（現為東舞鶴）間開業。借與阪鶴鐵路。
- 1907年8月1日 京都鐵道・阪鶴鐵道國有化。
- 1909年10月12日 線路名稱制定。京都 - 園部間為京都線、神崎（現為尼崎） - 福知山 - 綾部 - 新舞鶴（現為東舞鶴）間為阪鶴線。
- 1910年8月25日 京都線 園部 - 綾部間開業。

#### 山陰東線
- 1908年
  - 7月1日 和田山 - 八鹿間開業。
  - 7月10日 八鹿 - 豐岡間開業。
  - 9月5日 豐岡 - 城崎（現為城崎溫泉）間開業。
  - 10月12日 線路名稱制定。和田山 - 城崎間為山陰東線。
- 1911年10月25日 福知山 - 和田山間、城崎 - 香住間開業。

#### 山陰西線
- 1902年
  - 11月1日 御來屋 - 米子 - 境（現為境港）間開業。
  - 12月1日 熊党車站（現為伯耆大山車站）開業。
- 1903年
  - 8月28日 八橋（現為浦安） - 御來屋間開業。
  - 12月20日 倉吉 - 八橋（現為浦安）間開業。
- 1904年3月15日 松崎 - 倉吉間開業。
- 1905年5月15日 青谷 - 松崎間開業。
- 1907年4月28日 鳥取假 - 青谷間開業。
- 1908年
  - 4月5日 鳥取 - 鳥取仮間、米子 - 安來間開業。鳥取假車站廢止。
  - 11月8日 安來 - 松江間開業。
- 1909年
  - 10月12日 線路名稱制定。鳥取 - 米子 - 松江間為山陰西線。
  - 11月7日 松江 - 宍道間開業。
- 1910年
  - 6月10日 岩美 - 鳥取間、宍道 - 莊原間開業。
  - 10月10日 莊原 - 出雲今市（現為出雲市）間開業。塩見車站（現為福部車站）開業。
- 1911年
  - 11月1日 熊党車站改稱大山車站（現為伯耆大山車站）。
  - 11月10日 濱坂 - 岩美間開業。
- 1912年1月31日 名和車站開業。

#### 濱田線
- 1913年11月21日 濱田線 出雲今市 - 小田間開業。
- 1915年7月11日 小田 - 石見大田（現為大田市）間開業。
- 1917年5月15日 石見大田 - 仁万間開業。
- 1918年11月25日 仁万 - 淺利間開業。
- 1920年12月25日 淺利 - 都野津間開業。

#### 美禰線、長州鐵道→小串線
- 1914年4月22日 長州鐵道 小串 - 幡生 - 東下關開業。
- 1924年11月3日 美禰線 長門三隅 - 正明市（現為長門市）間開業。
- 1925年
  - 4月3日 美禰線 萩 - 長門三隅間開業。
  - 6月1日 長州鐵道 幡生 - 小串間國有化、為小串線。
  - 8月16日 小串線 瀧部 - 小串間開業。
  - 11月1日 美禰線 東萩 - 萩間開業。
- 1928年
  - 9月9日 小串線 阿川 - 瀧部間開業。
  - 12月9日 美禰線 正明市 - 黃波戶間開業。
- 1929年
  - 4月24日 美禰線 奈古 - 東萩間開業。
  - 10月13日 美禰線 黃波戶 - 長門古市間開業。
- 1930年
  - 5月15日 美禰線貨物支線 正明市 - 仙崎間開業。
  - 12月7日 長門古市 - 阿川間開業。仙崎 - 幡生間納入小串線。
- 1931年11月15日 美禰線 宇田鄉 - 奈古間開業。

#### 山陰本線
- 1912年
  - 3月1日 香住 - 濱坂間開業。京都線、阪鶴線綾部 - 福知山間、山陰東線、山陰西線組合成京都 - 出雲今市間的山陰本線。
  - 3月2日 玄武洞車站開業。
  - 5月1日 倉吉站改名上井車站（現為倉吉車站）。
- 1915年3月10日 下北条車站開業。
- 1917年5月1日 大山車站改名伯耆大山車站。
- 1921年9月1日 都野津 - 濱田間開業。濱田線（出雲今市 - 都野津間）編入山陰本線。
- 1922年
  - 3月10日 濱田 - 周布間開業。
  - 9月1日 周布 - 三保三隅間開業。
- 1923年12月26日 三保三隅 - 石見益田（現為益田）間開業。與山口線連繫。
- 1924年4月1日 折居車站開業。
- 1925年
  - 3月8日 石見益田 - 石見小濱（現為戶田小濱）間開業。
  - 10月10日 下山車站開業。
  - 11月1日 石見小濱車站改名戶田小濱車站。
- 1926年
  - 4月1日 岡見車站開業。
  - 9月16日 靜間車站開業。
  - 9月17日 大山口車站開業。
- 1927年6月19日 戶田小濱 - 飯浦間開業。
- 1928年
  - 3月25日 飯浦 - 須佐間開業。
  - 7月4日 八橋濱車站（現為八橋車站）開業。
  - 9月11日 末恒車站開業。
  - 10月25日 石見福光車站開業。
- 1929年
  - 8月17日 嵯峨 - 馬堀間的松尾山號誌站開設。
  - 12月25日 來待車站開業。
- 1930年4月1日 貨物支線 馬潟（現為東松江） - 馬潟港間開業。
- 1931年7月8日 諸寄車站開業。
- 1933年2月24日 須佐 - 宇田鄉間開業。美禰線宇田鄉 - 正明市間編入小串線，京都 - 幡生間的山陰本線全通。
- 1935年
  - 5月1日 湯里車站開業。
  - 7月2日 馬堀車站開業。
  - 7月20日 並河車站、千代川車站、吉富車站開業。
- 1936年4月15日 松尾山號誌站升格為保津峽車站。
- 1937年4月10日 乃木車站開業。
- 1938年8月20日 八橋車站改名為東八橋車站（現為浦安車站）、八橋濱車站改名為八橋車站。
- 1943年10月1日 塩見 - 鳥取間的瀧山號誌站開設。
- 1945年
  - 5月30日 綾羅木 - 幡生間的稗田號誌站開設。
  - 11月14日 稗田號誌站廢止。
- 1946年4月25日 和知 - 山家間的立木號誌站開設。
- 1947年
  - 6月26日 柴山車站開業。
  - 11月1日 立木號誌站升格成立木車站。
- 1948年10月13日 國府車站開業。
- 1949年
  - 3月1日 塩見車站改名福部車站。
  - 5月11日 湯町車站改名玉造溫泉車站。
  - 12月15日 東八橋車站改名浦安車站、石見長濱車站改名西濱田車站。
- 1950年1月1日 東濱車站、大岩車站開業。
- 1951年11月1日 中山口車站開業。
- 1953年10月10日 船岡車站開業。
- 1955年8月1日 貨物支線 西濱田 - 濱田港間開業。
- 1957年
  - 2月11日 安栖里車站開業。
  - 4月1日 出雲今市車站改名出雲市車站。
- 1958年
  - 2月12日 高津車站開業。
  - 7月19日 宇賀本鄉車站開業。
- 1959年
  - 3月1日 久代車站開業。
  - 4月1日 敬川車站開業。
  - 4月16日 餘部車站開業。
- 1960年4月1日 越ヶ濱車站開業。
- 1962年
  - 11月1日 正明市車站改名長門市車站。
  - 11月22日 伯耆大山 - 米子間的日野川號誌站開設。
  - 12月1日 日野川號誌站- 米子間複線化。
- 1964年
  - 1月21日 飯井車站開業。
  - 10月1日 米子 - 安来間的清水寺號誌站開設。
- 1966年10月1日 石見益田車站改名益田車站。伯耆大山 - 日野川號誌站間複線化。日野川號誌站廢止。
- 1968年
  - 9月18日 綾部 - 石原間複線化。
  - 9月23日 八鹿 - 江原間的宿南號誌站開設。
- 1969年9月26日 石原 - 福知山間複線化。
- 1970年
  - 2月21日 玉造溫泉 - 來待間複線化。
  - 6月1日 石見江津車站改名江津車站。
- 1971年2月1日 石見大田站改名大田市站。
- 1972年2月14日 上井站改名倉吉站。
- 1973年4月1日 馬潟車站改名東松江車站。
- 1975年4月1日 貨物支線 東松江 - 馬潟港間廢止。
- 1976年
  - 3月16日 京都 - 二条間高架化。
  - 12月1日 竹野 - 佐津間的相谷號誌站開設。
- 1977年3月 松江車站附近高架化。
- 1978年11月8日 鳥取車站附近高架化。
- 1979年10月31日 東松江 - 松江間複線化。
- 1980年8月31日 奈古 - 長門大井間由於災害造成路線中斷。
- 1981年3月5日 再度由於土砂崩落而造成路線中斷。
- 1982年
  - 6月18日 清水寺號誌站 - 安來間複線化。
  - 6月24日 米子 - 清水寺號誌站間複線化。清水寺號誌站廢止。
  - 7月1日 伯耆大山 - 知井宮（現為西出雲）間電氣化。特急八雲（やくも）電車化。神西車站（現為出雲神西車站）開業。
  - 11月7日 貨物支線 西濱田 - 濱田港間廢止。
- 1985年7月27日 竹野 - 佐津間的切濱海水浴場臨時車站開業。
- 1986年10月29日 福知山 - 城崎間電氣化。
  - 11月1日 長門市 - 幡生間的貨物營業廢止。
  - 12月28日 鎧 - 餘部間的余部鐵橋發生客車被強風吹落事故，造成6人死亡。
- 1987年4月1日 國鐵分割民營化，由西日本旅客鐵道繼承。
- 1988年3月13日 長門市 - 仙崎間開始單人駕駛。
- 1989年
  - 3月5日 嵯峨（現為嵯峨嵐山） - 馬堀間複線化。
  - 3月11日 太秦車站開業。
- 1990年
  - 3月10日 京都 - 園部間電氣化。
  - 6月1日 豐岡 - 鳥取間、出雲市 - 益田間開始單人駕駛。
- 1991年
  - 4月1日 園部 - 福知山間、益田 - 長門市間開始單人駕駛。
  - 11月1日 長門市 - 下關間開始單人駕駛。
  - 12月1日 鳥取 - 米子間開始單人駕駛。
- 1993年3月18日 東山公園車站開業。知井宮車站改名西出雲車站，神西車站改名出雲大社口車站（現為出雲神西車站）。
- 1994年
  - 7月23日 （臨）切濱海水浴場車站改名（臨）Kirihama Beach（きりはまビーチ）站。
  - 9月4日 嵯峨站改名嵯峨嵐山站。
  - 9月23日 京都 - 丹波口間的綠化節梅小路臨時車站開業，營業至同年11月20日。是為在梅小路公園舉辦的「全國都市綠化節」（全國都市綠化フェア）活動會場所設的臨時車站。
- 1995年
  - 4月20日 綾部 - 福知山間電氣化。
  - 7月27日 鳥取大學前車站開業。
- 1996年
  - 3月16日 園部 - 綾部間電氣化。二条 - 花園間高架化。殿田車站改名日吉車站。鍼灸大學前車站開業。
  - 8月22日 竹野 - 佐津間的（臨）Kirihama Beach站廢止。
- 1997年10月1日 日本貨物鐵道的湖山 - 米子間貨物輸送改由卡車代行。
- 1998年3月14日 出雲市車站附近高架化。
- 1999年3月13日 出雲大社口車站改名出雲神西車站。
- 2000年9月23日 二条 - 花園間複線化。圓町車站開業。
- 2001年
  - 3月3日 福知山 - 豐岡間開始單人駕駛。
  - 7月7日 米子 - 益田間的高速化工事完成。
- 2003年10月1日 鳥取 - 米子間的高速化工事完成。
- 2004年4月1日 日本貨物鐵道的第二種鐵道事業（湖山 - 伯耆大山間）廢止。
- 2005年
  - 3月1日 城崎車站改名城崎溫泉車站。
  - 11月26日 福知山車站附近高架化。
- 2006年4月1日 日本貨物鐵道的第二種鐵道事業（丹波口 - 二条間、東松江 - 出雲市間、江津 - 岡見間）廢止。
- 2010年8月12日 餘部橋樑改建工程完工，路線切換至新造鋼筋水泥橋，取代使用近百年的鋼樑舊橋。
- 2018年8月28日至9月29日 因山陽本線在廣島縣多處路段嚴重受損，造成關西至九州的貨物列車無法行駛，JR貨物與JR西日本協議後，經國土交通省許可[4]，開行經伯備線、山陰本線及山口線繞道行駛的貨物列車班次[5][6]。

## 車站列表

### 營業中的路段
- 特急列車的停靠站參見#優等列車列出的各列車條目。
- 軌道 … ∥：複線路段，◇、｜：單線路段（◇可進行列車交會），∨：此起往下是單線，∧：此起往下是複線
- 營業距離除仙崎支線外是以京都站起計。

#### 京都站－園部站間
此路段為複線電氣化。
京都－梅小路京都西-丹波口－二條－圓町－花園－太秦－嵯峨嵐山－保津峽－馬堀－龜岡－並河－千代川－八木－吉富－園部

#### 園部站－城崎溫泉站間
- 停靠站
  - 普通…停靠所有旅客站
  - 快速列車…●的車站所有列車停靠，▲的車站一部分列車停靠，｜的車站所有列車通過。
    - 嵯峨野線路段直通的快速（臨時列車除外）在此路段內視為普通列車，各站停車。相反，此路段內的快速列車在嵯峨野線路段也視為普通列車，各站停車。
    - 豐岡站－城崎溫泉站間只限記載福知山方向起的電車快速。
- 此路段有電氣化，園部至綾部、福知山至城崎溫泉間為單線，綾部至福知山為複線。

| 中文站名   | 日文站名 | 英文站名 | 站間營業距離 | 京都起營業距離 | 快速 | 快速 | 接續路線                                                        | 軌道 | 所在地 | 所在地          |
| ---------- | -------- | -------- | ------------ | -------------- | ---- | ---- | --------------------------------------------------------------- | ---- | ------ | --------------- |
| 園部       |          |          | -            | 34.2           | ●    |      | 西日本旅客鐵道： 山陰本線（嵯峨野線）                           | ∨    | 京都府 | 南丹市          |
| 船岡       |          |          | 4.0          | 38.2           | ●    |      |                                                                 | ◇    | 京都府 | 南丹市          |
| 日吉       |          |          | 3.7          | 41.9           | ●    |      |                                                                 | ◇    | 京都府 | 南丹市          |
| 鍼灸大學前 |          |          | 2.4          | 44.3           | ●    |      |                                                                 | ｜   | 京都府 | 南丹市          |
| 胡麻       |          |          | 2.8          | 47.1           | ●    |      |                                                                 | ◇    | 京都府 | 南丹市          |
| 下山       |          |          | 4.8          | 51.9           | ●    |      |                                                                 | ◇    | 京都府 | 船井郡 京丹波町 |
| 和知       |          |          | 6.7          | 58.6           | ●    |      |                                                                 | ◇    | 京都府 | 船井郡 京丹波町 |
| 安里       |          |          | 2.1          | 60.7           | ｜   |      |                                                                 | ◇    | 京都府 | 船井郡 京丹波町 |
| 立木       |          |          | 4.8          | 65.5           | ▲    |      |                                                                 | ◇    | 京都府 | 船井郡 京丹波町 |
| 山家       |          |          | 3.5          | 69.0           | ｜   |      |                                                                 | ◇    | 京都府 | 綾部市          |
| 綾部       |          |          | 7.2          | 76.2           | ●    |      | 西日本旅客鐵道： 舞鶴線                                         | ∧    | 京都府 | 綾部市          |
| 高津       |          |          | 4.1          | 80.3           | ●    |      |                                                                 | ∥    | 京都府 | 綾部市          |
| 石原       |          |          | 2.5          | 82.8           | ●    |      |                                                                 | ∥    | 京都府 | 福知山市        |
| 福知山     |          |          | 5.7          | 88.5           | ●    | ●    | 西日本旅客鐵道： 福知山線 WILLER TRAINS（京都丹後鐵道）：宮福線 | ∨    | 京都府 | 福知山市        |
| 上川口     |          |          | 6.7          | 95.2           |      | ●    |                                                                 | ◇    | 京都府 | 福知山市        |
| 下夜久野   |          |          | 7.2          | 102.4          |      | ●    |                                                                 | ◇    | 京都府 | 福知山市        |
| 上夜久野   |          |          | 7.4          | 109.8          |      | ●    |                                                                 | ◇    | 京都府 | 福知山市        |
| 梁瀨       |          |          | 5.8          | 115.6          |      | ●    |                                                                 | ◇    | 兵庫縣 | 朝來市          |
| 和田山     |          |          | 3.4          | 119.0          |      | ●    | 西日本旅客鐵道： 播但線                                         | ◇    | 兵庫縣 | 朝來市          |
| 養父       |          |          | 5.2          | 124.2          |      | ●    |                                                                 | ◇    | 兵庫縣 | 養父市          |
| 八鹿       |          |          | 7.0          | 131.2          |      | ●    |                                                                 | ◇    | 兵庫縣 | 養父市          |
| 宿南信號場 |          | /        | -            | 134.5          |      | ｜   |                                                                 | ◇    | 兵庫縣 | 養父市          |
| 江原       |          |          | 7.5          | 138.7          |      | ●    |                                                                 | ◇    | 兵庫縣 | 豐岡市          |
| 國府       |          |          | 3.7          | 142.4          |      | ●    |                                                                 | ◇    | 兵庫縣 | 豐岡市          |
| 豐岡       |          |          | 6.0          | 148.4          |      | ●    | WILLER TRAINS（京都丹後鐵道）：宮豐線                           | ◇    | 兵庫縣 | 豐岡市          |
| 玄武洞     |          |          | 5.3          | 153.7          |      | ｜   |                                                                 | ◇    | 兵庫縣 | 豐岡市          |
| 城崎溫泉   |          |          | 4.3          | 158.0          |      | ●    | 西日本旅客鐵道： 山陰本線（鳥取方向）                           | ◇    | 兵庫縣 | 豐岡市          |

1. ↑  舞鶴線的列車一部分會直通至福知山站

#### 豐岡站、城崎溫泉站－米子站間
為方便起見，由柴油列車系統上的起點豐岡站開始記載。
- 停靠站
  - 普通…停靠所有旅客站
  - 快速列車…●的車站所有列車停靠，▲的車站一部分列車停靠，｜、↑的車站所有列車通過（↑只限箭頭方向運行）。
    - 豐岡站－濱坂站間快速（臨時列車除外）的列車在濱坂站以西視為普通列車，各站停車。
    - 濱坂站－鳥取站間快速（臨時列車除外）的列車在該路段以外視為普通列車，各站停車。
    - 豐岡站－城崎溫泉站間只限記載濱坂方向開出的柴油快速列車。

  - 臨時快速「山陰海岸Geo Liner（日语：山陰海岸ジオライナー）」的停靠站參見列車條目。

| 電氣化   | 中文站名   | 日文站名 | 英文站名 | 站間營業距離 | 京都起營業距離 | 快速 | 快速 | 快速 鳥取Liner | 接續路線                                                                                | 軌道 | 所在地 | 所在地          |
| -------- | ---------- | -------- | -------- | ------------ | -------------- | ---- | ---- | -------------- | --------------------------------------------------------------------------------------- | ---- | ------ | --------------- |
| 電氣化   | 豐岡       |          |          | -            | 148.4          | ●    |      |                | 西日本旅客鐵道： 山陰本線（福知山方向） WILLER TRAINS（京都丹後鐵道）：宮津線（宮豐線） | ◇    | 兵庫縣 | 豐岡市          |
| 電氣化   | 玄武洞     |          |          | 5.3          | 153.7          | ▲    |      |                |                                                                                         | ◇    | 兵庫縣 | 豐岡市          |
| 電氣化   | 城崎溫泉   |          |          | 4.3          | 158.0          | ●    |      |                |                                                                                         | ◇    | 兵庫縣 | 豐岡市          |
| 非電氣化 | 竹野       |          |          | 8.0          | 166.0          | ●    |      |                |                                                                                         | ◇    | 兵庫縣 | 豐岡市          |
| 非電氣化 | 佐津       |          |          | 7.4          | 173.4          | ●    |      |                |                                                                                         | ◇    | 兵庫縣 | 美方郡 香美町   |
| 非電氣化 | 柴山       |          |          | 2.3          | 175.7          | ●    |      |                |                                                                                         | ｜   | 兵庫縣 | 美方郡 香美町   |
| 非電氣化 | 香住       |          |          | 4.3          | 180.0          | ●    |      |                |                                                                                         | ◇    | 兵庫縣 | 美方郡 香美町   |
| 非電氣化 | 鎧         |          |          | 5.4          | 185.4          | ｜   |      |                |                                                                                         | ｜   | 兵庫縣 | 美方郡 香美町   |
| 非電氣化 | 餘部       |          |          | 1.8          | 187.2          | ●    |      |                |                                                                                         | ｜   | 兵庫縣 | 美方郡 香美町   |
| 非電氣化 | 久谷       |          |          | 4.6          | 191.8          | ｜   |      |                |                                                                                         | ｜   | 兵庫縣 | 美方郡 新溫泉町 |
| 非電氣化 | 濱坂       |          |          | 6.1          | 197.9          | ●    | ●    |                |                                                                                         | ◇    | 兵庫縣 | 美方郡 新溫泉町 |
| 非電氣化 | 諸寄       |          |          | 1.9          | 199.8          |      | ●    |                |                                                                                         | ｜   | 兵庫縣 | 美方郡 新溫泉町 |
| 非電氣化 | 居組       |          |          | 4.4          | 204.2          |      | ｜   |                |                                                                                         | ｜   | 兵庫縣 | 美方郡 新溫泉町 |
| 非電氣化 | 東濱       |          |          | 3.3          | 207.5          |      | ●    |                |                                                                                         | ◇    | 鳥取縣 | 岩美郡 岩美町   |
| 非電氣化 | 岩美       |          |          | 4.4          | 211.9          |      | ●    |                |                                                                                         | ◇    | 鳥取縣 | 岩美郡 岩美町   |
| 非電氣化 | 大岩       |          |          | 2.9          | 214.8          |      | ●    |                |                                                                                         | ｜   | 鳥取縣 | 岩美郡 岩美町   |
| 非電氣化 | 福部       |          |          | 4.3          | 219.1          |      | ●    |                |                                                                                         | ◇    | 鳥取縣 | 鳥取市          |
| 非電氣化 | 瀧山信號場 |          | /        | -            | 225.0          |      | ｜   |                |                                                                                         | ◇    | 鳥取縣 | 鳥取市          |
| 非電氣化 | 鳥取       |          |          | 11.2         | 230.3          |      | ●    | ●              | 西日本旅客鐵道： 因美線                                                                 | ◇    | 鳥取縣 | 鳥取市          |
| 非電氣化 | 湖山       |          |          | 4.2          | 234.5          |      |      | ▲              |                                                                                         | ◇    | 鳥取縣 | 鳥取市          |
| 非電氣化 | 鳥取大學前 |          |          | 1.3          | 235.8          |      |      | ●              |                                                                                         | ｜   | 鳥取縣 | 鳥取市          |
| 非電氣化 | 末恒       |          |          | 3.8          | 239.6          |      |      | ▲              |                                                                                         | ◇    | 鳥取縣 | 鳥取市          |
| 非電氣化 | 寶木       |          |          | 5.1          | 244.7          |      |      | ▲              |                                                                                         | ◇    | 鳥取縣 | 鳥取市          |
| 非電氣化 | 濱村       |          |          | 2.9          | 247.6          |      |      | ●              |                                                                                         | ◇    | 鳥取縣 | 鳥取市          |
| 非電氣化 | 青谷       |          |          | 5.2          | 252.8          |      |      | ●              |                                                                                         | ◇    | 鳥取縣 | 鳥取市          |
| 非電氣化 | 泊         |          |          | 6.1          | 258.9          |      |      | ▲              |                                                                                         | ◇    | 鳥取縣 | 東伯郡 湯梨濱町 |
| 非電氣化 | 松崎       |          |          | 5.7          | 264.6          |      |      | ▲              |                                                                                         | ◇    | 鳥取縣 | 東伯郡 湯梨濱町 |
| 非電氣化 | 倉吉       |          |          | 5.5          | 270.1          |      |      | ●              |                                                                                         | ◇    | 鳥取縣 | 倉吉市          |
| 非電氣化 | 下北條     |          |          | 5.1          | 275.2          |      |      | ▲              |                                                                                         | ◇    | 鳥取縣 | 東伯郡 北榮町   |
| 非電氣化 | 由良       |          |          | 4.9          | 280.1          |      |      | ▲              |                                                                                         | ◇    | 鳥取縣 | 東伯郡 北榮町   |
| 非電氣化 | 浦安       |          |          | 5.7          | 285.8          |      |      | ●              |                                                                                         | ◇    | 鳥取縣 | 東伯郡 琴浦町   |
| 非電氣化 | 八橋       |          |          | 1.8          | 287.6          |      |      | ｜             |                                                                                         | ｜   | 鳥取縣 | 東伯郡 琴浦町   |
| 非電氣化 | 赤碕       |          |          | 3.7          | 291.3          |      |      | ●              |                                                                                         | ◇    | 鳥取縣 | 東伯郡 琴浦町   |
| 非電氣化 | 中山口     |          |          | 4.2          | 295.5          |      |      | ｜             |                                                                                         | ｜   | 鳥取縣 | 西伯郡 大山町   |
| 非電氣化 | 下市       |          |          | 2.2          | 297.7          |      |      | ▲              |                                                                                         | ◇    | 鳥取縣 | 西伯郡 大山町   |
| 非電氣化 | 御來屋     |          |          | 5.9          | 303.6          |      |      | ▲              |                                                                                         | ◇    | 鳥取縣 | 西伯郡 大山町   |
| 非電氣化 | 名和       |          |          | 1.1          | 304.7          |      |      | ｜             |                                                                                         | ｜   | 鳥取縣 | 西伯郡 大山町   |
| 非電氣化 | 大山口     |          |          | 4.1          | 308.8          |      |      | ▲              |                                                                                         | ◇    | 鳥取縣 | 西伯郡 大山町   |
| 非電氣化 | 淀江       |          |          | 3.9          | 312.7          |      |      | ▲              |                                                                                         | ◇    | 鳥取縣 | 米子市          |
| 電氣化   | 伯耆大山   |          |          | 5.5          | 318.2          |      |      | ●              | 西日本旅客鐵道： 伯備線                                                                 | ∧    | 鳥取縣 | 米子市          |
| 電氣化   | 東山公園   |          |          | 3.0          | 321.2          |      |      | ｜             |                                                                                         | ∥    | 鳥取縣 | 米子市          |
| 電氣化   | 米子       |          |          | 1.8          | 323.0          |      |      | ●              | 西日本旅客鐵道： 山陰本線（出雲市方向）、 境線                                          | ∥    | 鳥取縣 | 米子市          |

#### 米子站－益田站間
- 停靠站
  - 普通…停靠所有旅客站
  - 快速「鳥取Liner」（只限米子站－出雲市站間）…停靠所有的旅客站
  - 快速列車…●的車站是所有列車停靠，▲的車站是一部分列車停靠，｜、↑的車站所有列車通過（↑只限矢印的方向運行）。
    - ■的車站只限停靠米子站－大田市站間等各站停車的下行列車，除石見福光站外益田站－大田市站間等各站停車的上行列車

| 電氣化   | 中文站名 | 日文站名 | 英文站名 | 站間營業距離 | 京都起營業距離 | 快速 Aqua Liner 下行 | 快速 Aqua Liner 上行 | 快速 通勤Liner | 接續路線                                              | 軌道 | 所在地 | 所在地 |
| -------- | -------- | -------- | -------- | ------------ | -------------- | -------------------- | -------------------- | -------------- | ----------------------------------------------------- | ---- | ------ | ------ |
| 電氣化   | 米子     |          |          | -            | 323.0          | ●                    | ●                    | ●              | 西日本旅客鐵道： 山陰本線（鳥取方向）、 伯備線、 境線 | ∥    | 鳥取縣 | 米子市 |
| 電氣化   | 安來     |          |          | 8.8          | 331.8          | ●                    | ●                    | ●              |                                                       | ∨    | 島根縣 | 安來市 |
| 電氣化   | 荒島     |          |          | 4.8          | 336.6          | ●                    | ●                    | ●              |                                                       | ◇    | 島根縣 | 安來市 |
| 電氣化   | 揖屋     |          |          | 5.6          | 342.2          | ●                    | ●                    | ●              |                                                       | ◇    | 島根縣 | 松江市 |
| 電氣化   | 東松江   |          |          | 3.1          | 345.3          | ●                    | ●                    | ●              |                                                       | ∧    | 島根縣 | 松江市 |
| 電氣化   | 松江     |          |          | 6.6          | 351.9          | ●                    | ●                    | ●              |                                                       | ∨    | 島根縣 | 松江市 |
| 電氣化   | 乃木     |          |          | 2.7          | 354.6          | ●                    | ●                    | ↑              |                                                       | ◇    | 島根縣 | 松江市 |
| 電氣化   | 玉造溫泉 |          |          | 3.9          | 358.5          | ●                    | ●                    | ↑              |                                                       | ∧    | 島根縣 | 松江市 |
| 電氣化   | 來待     |          |          | 6.0          | 364.5          | ●                    | ●                    | ↑              |                                                       | ∨    | 島根縣 | 松江市 |
| 電氣化   | 宍道     |          |          | 4.4          | 368.9          | ●                    | ●                    | ●              | 西日本旅客鐵道： 木次線                               | ◇    | 島根縣 | 松江市 |
| 電氣化   | 莊原     |          |          | 4.1          | 373.0          | ●                    | ●                    | ●              |                                                       | ◇    | 島根縣 | 出雲市 |
| 電氣化   | 直江     |          |          | 6.1          | 379.1          | ●                    | ●                    | ●              |                                                       | ◇    | 島根縣 | 出雲市 |
| 電氣化   | 出雲市   |          |          | 5.5          | 384.6          | ●                    | ●                    | ●              | 一畑電車：北松江線 …電鐵出雲市                        | ◇    | 島根縣 | 出雲市 |
| 電氣化   | 西出雲   |          |          | 4.8          | 389.4          | ▲                    | ▲                    |                |                                                       | ◇    | 島根縣 | 出雲市 |
| 非電氣化 | 出雲神西 |          |          | 2.0          | 391.4          | ■                    | ↑                    |                |                                                       | ｜   | 島根縣 | 出雲市 |
| 非電氣化 | 江南     |          |          | 2.1          | 393.5          | ▲                    | ▲                    |                |                                                       | ◇    | 島根縣 | 出雲市 |
| 非電氣化 | 小田     |          |          | 6.6          | 400.1          | ■                    | ↑                    |                |                                                       | ｜   | 島根縣 | 出雲市 |
| 非電氣化 | 田儀     |          |          | 3.9          | 404.0          | ▲                    | ↑                    |                |                                                       | ◇    | 島根縣 | 出雲市 |
| 非電氣化 | 波根     |          |          | 7.5          | 411.5          | ▲                    | ▲                    |                |                                                       | ◇    | 島根縣 | 大田市 |
| 非電氣化 | 久手     |          |          | 2.2          | 413.7          | ■                    | ↑                    |                |                                                       | ｜   | 島根縣 | 大田市 |
| 非電氣化 | 大田市   |          |          | 3.5          | 417.2          | ●                    | ●                    |                |                                                       | ◇    | 島根縣 | 大田市 |
| 非電氣化 | 靜間     |          |          | 3.0          | 420.2          | ↓                    | ■                    |                |                                                       | ｜   | 島根縣 | 大田市 |
| 非電氣化 | 五十猛   |          |          | 2.6          | 422.8          | ↓                    | ■                    |                |                                                       | ◇    | 島根縣 | 大田市 |
| 非電氣化 | 仁萬     |          |          | 6.1          | 428.9          | ●                    | ●                    |                |                                                       | ◇    | 島根縣 | 大田市 |
| 非電氣化 | 馬路     |          |          | 3.0          | 431.9          | ▲                    | ▲                    |                |                                                       | ◇    | 島根縣 | 大田市 |
| 非電氣化 | 湯里     |          |          | 2.9          | 434.8          | ↓                    | ■                    |                |                                                       | ｜   | 島根縣 | 大田市 |
| 非電氣化 | 溫泉津   |          |          | 3.1          | 437.9          | ●                    | ●                    |                |                                                       | ◇    | 島根縣 | 大田市 |
| 非電氣化 | 石見福光 |          |          | 2.9          | 440.8          | ↓                    | ↑                    |                |                                                       | ｜   | 島根縣 | 大田市 |
| 非電氣化 | 黑松     |          |          | 2.8          | 443.6          | ▲                    | ▲                    |                |                                                       | ◇    | 島根縣 | 江津市 |
| 非電氣化 | 淺利     |          |          | 4.4          | 448.0          | ↓                    | ■                    |                |                                                       | ｜   | 島根縣 | 江津市 |
| 非電氣化 | 江津     |          |          | 6.3          | 454.3          | ●                    | ●                    |                |                                                       | ◇    | 島根縣 | 江津市 |
| 非電氣化 | 都野津   |          |          | 4.4          | 458.7          | ●                    | ●                    |                |                                                       | ◇    | 島根縣 | 江津市 |
| 非電氣化 | 敬川     |          |          | 1.8          | 460.5          | ↓                    | ■                    |                |                                                       | ｜   | 島根縣 | 江津市 |
| 非電氣化 | 波子     |          |          | 2.8          | 463.3          | ●                    | ●                    |                |                                                       | ◇    | 島根縣 | 江津市 |
| 非電氣化 | 久代     |          |          | 2.3          | 465.6          | ↓                    | ■                    |                |                                                       | ｜   | 島根縣 | 濱田市 |
| 非電氣化 | 下府     |          |          | 4.1          | 469.7          | ▲                    | ▲                    |                |                                                       | ◇    | 島根縣 | 濱田市 |
| 非電氣化 | 濱田     |          |          | 3.6          | 473.3          | ●                    | ●                    |                |                                                       | ◇    | 島根縣 | 濱田市 |
| 非電氣化 | 西濱田   |          |          | 5.4          | 478.7          | ●                    | ●                    |                |                                                       | ◇    | 島根縣 | 濱田市 |
| 非電氣化 | 周布     |          |          | 4.1          | 482.8          | ●                    | ▲                    |                |                                                       | ｜   | 島根縣 | 濱田市 |
| 非電氣化 | 折居     |          |          | 4.8          | 487.6          | ●                    | ●                    |                |                                                       | ◇    | 島根縣 | 濱田市 |
| 非電氣化 | 三保三隅 |          |          | 5.0          | 492.6          | ●                    | ●                    |                |                                                       | ◇    | 島根縣 | 濱田市 |
| 非電氣化 | 岡見     |          |          | 5.0          | 497.6          | ●                    | ▲                    |                |                                                       | ◇    | 島根縣 | 濱田市 |
| 非電氣化 | 鎌手     |          |          | 5.1          | 502.7          | ●                    | ▲                    |                |                                                       | ◇    | 島根縣 | 益田市 |
| 非電氣化 | 石見津田 |          |          | 4.5          | 507.2          | ●                    | ▲                    |                |                                                       | ◇    | 島根縣 | 益田市 |
| 非電氣化 | 益田     |          |          | 7.3          | 514.5          | ●                    | ●                    |                | 西日本旅客鐵道：山陰本線（長門市方向）、山口線        | ◇    | 島根縣 | 益田市 |

1. 1 2  伯備線的列車在運行系統上直通至米子站

#### 益田站－幡生站間
為方便起見，記載至幡生側所有列車直通至山陽本線下關站。
- 定期列車全部都是普通列車（停靠所有旅客站）

| 電氣化   | 中文站名   | 日文站名 | 英文站名 | 站間營業距離 | 京都起營業距離 | 接續路線、備註                                                    | 軌道 | 所在地        | 所在地        |
| -------- | ---------- | -------- | -------- | ------------ | -------------- | ----------------------------------------------------------------- | ---- | ------------- | ------------- |
| 非電氣化 | 益田       |          |          | -            | 514.5          | 西日本旅客鐵道： 山陰本線（濱田方向）、山口線                     | ◇    | 島根縣 益田市 | 島根縣 益田市 |
| 非電氣化 | 戶田小濱   |          |          | 9.8          | 524.3          |                                                                   | ◇    | 島根縣 益田市 | 島根縣 益田市 |
| 非電氣化 | 飯浦       |          |          | 3.7          | 528.0          |                                                                   | ｜   | 島根縣 益田市 | 島根縣 益田市 |
| 非電氣化 | 江崎       |          |          | 5.8          | 533.8          |                                                                   | ◇    | 山口縣        | 萩市          |
| 非電氣化 | 須佐       |          |          | 6.6          | 540.4          |                                                                   | ◇    | 山口縣        | 萩市          |
| 非電氣化 | 宇田鄉     |          |          | 8.8          | 549.2          |                                                                   | ◇    | 山口縣        | 阿武郡 阿武町 |
| 非電氣化 | 木與       |          |          | 6.4          | 555.6          |                                                                   | ◇    | 山口縣        | 阿武郡 阿武町 |
| 非電氣化 | 奈古       |          |          | 4.6          | 560.2          |                                                                   | ◇    | 山口縣        | 阿武郡 阿武町 |
| 非電氣化 | 長門大井   |          |          | 4.3          | 564.5          |                                                                   | ◇    | 山口縣        | 萩市          |
| 非電氣化 | 越濱       |          |          | 4.6          | 569.1          |                                                                   | ｜   | 山口縣        | 萩市          |
| 非電氣化 | 東萩       |          |          | 2.9          | 572.0          |                                                                   | ◇    | 山口縣        | 萩市          |
| 非電氣化 | 萩         |          |          | 3.8          | 575.8          |                                                                   | ◇    | 山口縣        | 萩市          |
| 非電氣化 | 玉江       |          |          | 2.4          | 578.2          |                                                                   | ｜   | 山口縣        | 萩市          |
| 非電氣化 | 三見       |          |          | 5.7          | 583.9          |                                                                   | ◇    | 山口縣        | 萩市          |
| 非電氣化 | 飯井       |          |          | 4.2          | 588.1          |                                                                   | ｜   | 山口縣        | 萩市          |
| 非電氣化 | 長門三隅   |          |          | 6.4          | 594.5          |                                                                   | ◇    | 山口縣        | 長門市        |
| 非電氣化 | 長門市     |          |          | 5.1          | 599.6          | 西日本旅客鐵道：仙崎支線、美禰線                                  | ◇    | 山口縣        | 長門市        |
| 非電氣化 | 黃波戶     |          |          | 5.3          | 604.9          |                                                                   | ｜   | 山口縣        | 長門市        |
| 非電氣化 | 長門古市   |          |          | 4.1          | 609.0          |                                                                   | ◇    | 山口縣        | 長門市        |
| 非電氣化 | 人丸       |          |          | 4.5          | 613.5          |                                                                   | ◇    | 山口縣        | 長門市        |
| 非電氣化 | 伊上       |          |          | 4.4          | 617.9          |                                                                   | ｜   | 山口縣        | 長門市        |
| 非電氣化 | 長門粟野   |          |          | 4.2          | 622.1          |                                                                   | ◇    | 山口縣        | 下關市        |
| 非電氣化 | 阿川       |          |          | 5.3          | 627.4          |                                                                   | ◇    | 山口縣        | 下關市        |
| 非電氣化 | 特牛       |          |          | 3.7          | 631.1          |                                                                   | ｜   | 山口縣        | 下關市        |
| 非電氣化 | 瀧部       |          |          | 4.0          | 635.1          |                                                                   | ◇    | 山口縣        | 下關市        |
| 非電氣化 | 長門二見   |          |          | 4.8          | 639.9          |                                                                   | ◇    | 山口縣        | 下關市        |
| 非電氣化 | 宇賀本鄉   |          |          | 3.6          | 643.5          |                                                                   | ｜   | 山口縣        | 下關市        |
| 非電氣化 | 湯玉       |          |          | 2.2          | 645.7          |                                                                   | ◇    | 山口縣        | 下關市        |
| 非電氣化 | 小串       |          |          | 4.5          | 650.2          |                                                                   | ◇    | 山口縣        | 下關市        |
| 非電氣化 | 川棚溫泉   |          |          | 2.7          | 652.9          |                                                                   | ｜   | 山口縣        | 下關市        |
| 非電氣化 | 黑井村     |          |          | 2.5          | 655.4          |                                                                   | ◇    | 山口縣        | 下關市        |
| 非電氣化 | 梅峠       |          |          | 3.4          | 658.8          |                                                                   | ｜   | 山口縣        | 下關市        |
| 非電氣化 | 吉見       |          |          | 3.9          | 662.7          |                                                                   | ◇    | 山口縣        | 下關市        |
| 非電氣化 | 福江       |          |          | 2.9          | 665.6          |                                                                   | ｜   | 山口縣        | 下關市        |
| 非電氣化 | 安岡       |          |          | 2.6          | 668.2          |                                                                   | ◇    | 山口縣        | 下關市        |
| 非電氣化 | 梶栗鄉台地 |          |          | 1.4          | 669.6          |                                                                   | ｜   | 山口縣        | 下關市        |
| 非電氣化 | 綾羅木     |          |          | 1.1          | 670.7          |                                                                   | ｜   | 山口縣        | 下關市        |
| 電氣化   | 幡生       |          |          | 3.1          | 673.8          | 西日本旅客鐵道：山陽本線（新山口方向）                            | ∧    | 山口縣        | 下關市        |
| 電氣化   | 下關       |          |          | 3.5          | 677.3          | （幡生站－下關站間是山陽本線） 九州旅客鐵道：山陽本線（門司方向） | ∥    | 山口縣        | 下關市        |

### 仙崎支線
- 單線非電氣化（仙崎站不可進行列車交會），兩站都位於山口縣長門市

| 中文站名 | 日文站名 | 英文站名 | 營業距離 | 接續路線                         |
| -------- | -------- | -------- | -------- | -------------------------------- |
| 長門市   |          |          | 0.0      | 西日本旅客鐵道：山陰本線、美禰線 |
| 仙崎     |          |          | 2.2      |                                  |

另外，仙崎站是無人站。

### 廢除路段
（）內的數字是起點起計的營業距離。
貨物支線
東松江站（0.0公里）－馬潟港站（1.0公里）
貨物支線（濱田港線）
西濱田站（0.0公里）－濱田港站（2.3公里）

### 廢站
（）內的數字是京都站起計的營業距離。
- 大宮站：1899年廢除，京都站－丹波口站間（約0.8公里）
- （臨）綠化Fair梅小路站（日语：京都貨物駅#緑化フェア梅小路駅）：1994年廢除，京都站－丹波口站間（1.1公里）
- （臨）切濱海水浴場站：1986年廢除，竹野站－佐津站間
- （臨）切濱海灘站（日语：きりはまビーチ駅）：1996年廢除，竹野站－佐津站間（167.6公里）
- 鳥取臨時停車場：1908年廢除，鳥取站－湖山站間（約232.0公里）
- 白兔臨時停車場：1969年廢除，末恒站－寶木站間（241.6公里）
- （貨）米子站：2015年廢除，米子站－安來站間（324.2公里）
- 清水寺臨時停車場：1964年廢除，米子站－安來站間（326.9公里）
- 競馬場臨時停車場：廢除日不明，益田站－戶田小濱站間（517.3公里）
- 梶栗站：1941年廢除，安岡站－綾羅木站間（669.4公里）
- 垢田口停留場：1917年廢除，綾羅木站－幡生站間（約673.2公里）

### 廢除信號場
（）內的數字是京都站起計的營業距離。
- 相谷信號場（日语：相谷信号場）：2012年廢除，竹野站－佐津站間（170.0公里）
- 日野川信號場：1966年廢除，伯耆大山站－東山公園站間（320.2公里）
- 清水寺信號場：1964年廢除，米子站－安來站間（328.0公里）
- 稗田信號場：1945年廢除，綾羅木站－幡生站間（671.5公里）

### 過去的接續路線
- 福知山站：北丹鐵道（日语：北丹鉄道） - 1971年3月2日休止，1974年2月28日廢除
- 江原站：出石鐵道（日语：出石鉄道） - 1944年5月1日休止，1970年7月20日廢除
- 岩美站：岩井町營軌道（日语：岩井町営軌道）（營業時） - 1944年1月11日休止，1964年3月27日廢除
- 倉吉站：倉吉線 - 1985年4月1日廢除
- 米子站：法勝寺電鐵線（日语：日ノ丸自動車法勝寺電鉄線）（米子市站） - 1967年5月15日廢除
- 荒島站：廣瀨線（日语：一畑電気鉄道広瀬線） - 1960年6月19日廢除
- 出雲市站：
  - 立久惠線（日语：一畑電気鉄道立久恵線） - 1964年7月19日休止，1965年2月18日廢除
  - 大社線 - 1990年4月1日廢除
- 江津站：三江線 - 2018年4月1日廢除
- 幡生站：山陽電氣軌道（日语：山陽電気軌道） - 1971年2月6日廢除